# Pradosegar
Pradosegar település Spanyolországban, Ávila tartományban. Pradosegar Muñotello, Villatoro, Poveda és Amavida községekkel határos. Lakosainak száma 117 fő (2024).

## Népesség
A település népessége az utóbbi években az alábbiak szerint változott:
| Lakosok száma | 170  | 201  | 179  | 156  | 153  | 140  | 132  | 124  | 104  | 117  |
|               | 2001 | 2004 | 2006 | 2009 | 2011 | 2014 | 2016 | 2019 | 2021 | 2024 |